# Highflyer
Highflyer (nato nel 1774, morto il 18 ottobre 1793) è stato  un cavallo da corsa Purosangue inglese, che ebbe una grande influenza su questa razza al punto da essere considerato uno dei quattro stalloni del XVIII° secolo che hanno dato origine alla razza, come la conosciamo oggi,  insieme ad Herod, Matchem ed Eclipse.
Highflyer rimase imbattuto per tutta la sua carriera sportiva; occorre notare che all'epoca i cavalli iniziavano a competere quando avevano compiuto i 5 anni, mentre oggi iniziano a 2 o 3 anni per cui hanno una carriera più lunga.
Terminata la carriera sportiva, Highflyer iniziò una proficua carriera come stallone dando vita a numerosi campioni tra cui Noble, Omphale, Prunella, Sir Peter Teazle (il migliore dei suoi figli, vincitore di 16 gare), Skyscraper e molti altri, tanto che Highflyer risultò in cima alla lista degli stalloni i cui discendenti avevano vinto più premi in Inghilterra ed Irlanda per 13 anni (dal 1785 al 1796 continuativamente ed ancora nel 1798).

## Pedigree
| Highflyer | Padre: Herod (1758)  | Nonno paterno: Tartar                   | Bisnonno paterno1: Partner (1718)                  | Trisnonno paterno1.1: Jigg (1701)             |
| Highflyer | Padre: Herod (1758)  | Nonno paterno: Tartar                   | Bisnonno paterno1: Partner (1718)                  | Trisnonna paterna1.1: figlia di Curwen Barb   |
| Highflyer | Padre: Herod (1758)  | Nonno paterno: Tartar                   | Bisnonna paterna1: Mellora                         | Trisnonno paterno1.2: Fox                     |
| Highflyer | Padre: Herod (1758)  | Nonno paterno: Tartar                   | Bisnonna paterna1: Mellora                         | Trisnonna paterna1.2: Milkmaid                |
| Highflyer | Padre: Herod (1758)  | Nonna paterna: Cypron (1750)            | Bisnonno paterno2: Blaze (1740)                    | Trisnonno paterno2.1: Flying Childers         |
| Highflyer | Padre: Herod (1758)  | Nonna paterna: Cypron (1750)            | Bisnonno paterno2: Blaze (1740)                    | Trisnonna paterna2.1: figlia di Confederate   |
| Highflyer | Padre: Herod (1758)  | Nonna paterna: Cypron (1750)            | Bisnonna paterna2: Salomè                          | Trisnonno paterno2.2: Bethell's Arabian       |
| Highflyer | Padre: Herod (1758)  | Nonna paterna: Cypron (1750)            | Bisnonna paterna2: Salomè                          | Trisnonna paterna2.2: figlia di Jument Graham |
| Highflyer | Madre: Rachel (1763) | Nonno materno: Blank (1740)             | Bisnonno materno1: Godolphin Arabian               | Trisnonno materno1.1: ?                       |
| Highflyer | Madre: Rachel (1763) | Nonno materno: Blank (1740)             | Bisnonno materno1: Godolphin Arabian               | Trisnonna materna1.1: ?                       |
| Highflyer | Madre: Rachel (1763) | Nonno materno: Blank (1740)             | Bisnonna materna1: figlia di Little Hartley (1727) | Trisnonno materno1.2: Bartlett's Childers     |
| Highflyer | Madre: Rachel (1763) | Nonno materno: Blank (1740)             | Bisnonna materna1: figlia di Little Hartley (1727) | Trisnonna materna1.2: Flying Whigg            |
| Highflyer | Madre: Rachel (1763) | Nonna materna: figlia di Regulus (1751) | Bisnonno materno2: Regulus (1739)                  | Trisnonno materno2.1: Godolphin Arabian       |
| Highflyer | Madre: Rachel (1763) | Nonna materna: figlia di Regulus (1751) | Bisnonno materno2: Regulus (1739)                  | Trisnonna materna2.1: Grey Robinson           |
| Highflyer | Madre: Rachel (1763) | Nonna materna: figlia di Regulus (1751) | Bisnonna materna2: figlia di Soreheels             | Trisnonno materno2.2: Soreheels               |
| Highflyer | Madre: Rachel (1763) | Nonna materna: figlia di Regulus (1751) | Bisnonna materna2: figlia di Soreheels             | Trisnonna materna2.2: Figlia di Makeless      |